# Теодора (імператриця Трапезунда)
Теодора I (до 1253 — після 1285) — володарка Трапезундської імперії в 1284—1285 роках.

## Життєпис
Походила з династії Великих Комнінів. Старша дочка трапезундського імператора Мануїла I і його другої дружини Русудан з династії Багратидів. Про молоді роки обмаль відомостей.
У 1284 році за підтримки Давида VI, царя Західної Грузії, Теодора зуміла повалити свого зведеного брата — імператора Іоанна II. Її панування тривало близько  року. За це час вдалося накарбувати і пустити в обіг монети з її зображенням — декілька типів срібних аспрів і бронзових номізм.
1285 року за підтримки ільхана Аргуна, що рушив до кордонів імперії, в Трапезунді спалахнув заколот знаті, яка побоювалася вторгнення. Імператрицю Теодору було повалено, у владі відновлено Іоанна II. За цим колишню володарку було запроторено до монастиря. Подальша доля невідома.